# Prêt relais
Le prêt relais (appelé aussi  crédit-pont en Belgique, ou, plus rarement, crédit de soudure) est un crédit dont le capital est dû au terme du contrat. Son objet est de financer l'apport que constitue la vente d'un premier bien, en attendant que celle-ci se réalise.
Un acheteur déjà propriétaire souhaite acheter un nouveau bien avant d'avoir vendu le premier. Pour permettre cette transaction, l'établissement prêteur avance à l'acheteur entre 50 % et 80 % du montant de la valeur estimée du bien actuel, pour  une durée de 1 à 2 ans. L'acheteur ne remboursera au prêteur que les intérêts du prêt, celui-ci étant destiné à être soldé lors de la vente.

## Types
Trois types de crédit-relais existent :
- le prêt relais accompagné d'un prêt amortissable classique ;
- le prêt relais avec « franchise totale »  accompagné d'un prêt amortissable ;
- le prêt relais « sec » si la valeur de l'acquisition est égale ou inférieure à la valeur du bien vendu.

## Modalités
Les modalités du prêt relais sont :
- il n’y a pas d’amortissement ;
- il n’y a pas de remboursement de capital ; il sera remboursé lorsque vous solderez le prêt relais, à la vente du logement ;
- on ne payera que des intérêts chaque mois, chaque trimestre, voire seulement en fin du prêt.

Il est très important de signaler que le montant du prêt relais est variable d’une banque à l’autre selon la méthode de calcul, même au sein de la même banque selon votre situation. Dans ce cas, les banques proposent des taux intéressants, de 3 % à 5 % suivant votre situation.

## Mécanisme du prêt
Le montage est le suivant :
- l'emprunteur entend revendre son bien actuel (maison, appartement...) et acheter un nouveau bien en empruntant : il s'agit là du prêt principal
- la valeur du premier bien servira d'apport au second bien
- comme il achète le nouveau bien avant la revente, il doit demander un prêt pour financer son apport en attendant de réaliser la vente : c'est le prêt relais.

Exemple :
- Montant de la vente : 100 000 €
- Montant de l'achat : 150 000 €
- Montant du prêt relais : 80 000 € (en effet, par sécurité, les banques ne financent qu'une partie du prix de vente)
- Montant du prêt principal : 150 000-80 000 = 70 000 €

Entre la date d'achat et la date de vente, l'emprunteur aura donc deux crédits. Il paiera donc les échéances du prêt principal, en même temps que les intérêts du prêt relais. Dans certains montages, les intérêts du prêt relais sont eux aussi décalés à la date de vente. On parle alors de franchise totale.
Un contrat de crédit ayant obligatoirement une date de fin, il est prévu initialement une date de fin théorique de remboursement de capital (en général 2 ans), sachant que ce crédit a vocation à être remboursé par anticipation. Exemple : dans le cas d'un crédit relais avec franchise totale, l'échéancier de remboursement est donc de 23 échéances de 0 €, plus une échéance du montant de l'emprunt + les intérêts sur deux ans.
Dans le cas où la valeur du bien vendu est supérieure à celle du bien acheté, l'emprunteur n'a pas besoin du prêt principal. On parle alors de prêt sec.

## Cas de la vente du bien
A la date de la vente, le montant de la vente est utilisé pour rembourser le crédit relais, à savoir :
- le capital emprunté
- et dans le cas des franchises totales, des intérêts

L'excédent est reversé à l'emprunteur.
Exemple :
- Montant de la vente 95 000 € (au lieu des 100 000 € attendus)
- La banque retiendra 80 000 € pour solder le prêt relais
- Le vendeur garde 15 000 €

## Cas de non vente du bien
Les remous du marché immobilier font qu'il peut arriver que le prêt relais arrive à terme. À ce moment plusieurs possibilités sont ouvertes :
- reconduction du crédit (cas où l'emprunteur souhaite continuer à rechercher un acheteur). Toutefois, le risque ayant augmenté (le client n'a pas été capable de vendre son bien dans la période prévue, ce qui signifie probablement que le marché s'est déprécié), le banquier aura tendance à ne reconduire qu'une partie du prêt (dans notre exemple 70 000 €). La partie non reconduite sera soit payée comptant, soit donnera lieu à un nouveau crédit ;
- transformation en crédit amortissable (cas où l'emprunteur abandonne sa recherche d'acheteur). En effet, face à la crise immobilière certains emprunteurs trouvent plus rentable de louer leur premier bien plutôt que de le revendre à perte. Dans ces conditions, un crédit immobilier classique sera mis en œuvre, pour rembourser le prêt relais. Le montant des loyers est alors censé couvrir ces échéances.

On voit bien ici les risques d'un crédit relais : entre la date de l'achat et celle de la revente, l'emprunteur est propriétaire de deux biens, tous les deux financés à crédit.

## Pays en développement
Appelés aussi crédit relais, ce sont des financements à court terme destinés aux pays en développement faisant face à des difficultés de balance des paiements afin de leur permettre de surmonter des tensions provisoires dans la gestion de leurs devises. Exemples d'institutions qui accordent des crédits relais : BRI, Japan Bank for international cooperation, etc.